# Helge Ingstad
Helge Marcus Ingstad (Meråker, 30 de diciembre de 1899 - Oslo, 29 de marzo de 2001) fue un explorador noruego. Después de situar algunos asentamientos vikingos, Ingstad y su esposa, la arqueóloga Anne Stine Ingstad, localizaron en 1960 los restos de un asentamiento vikingo en L'Anse aux Meadows, en la provincia de Terranova, en Canadá. Fueron de esta manera los primeros en demostrar de manera concluyente que los escandinavos de Groenlandia habían encontrado una ruta a través del Océano Atlántico hasta América del Norte, aproximadamente 500 años antes que Cristóbal Colón y Juan Caboto. También son los autores de la teoría de que la misteriosa desaparición del asentamiento vikingo de Groenlandia en el siglo XIV-XV podría explicarse por la emigración a América del Norte.

## Biografía

### Juventud
Helge Ingstad era hijo de Olav Ingstad y Olga Marie Qvam. Su padre era ingeniero urbano, y se empleaba como supervisor de una fábrica en Tromsø. Helge creció en Bergen, y después de graduarse en Derecho, en 1922 comenzó a trabajar como abogado en Levanger.

### Viajes
Además de desempeñarse como abogado, Helge era un gran amante de la naturaleza, por lo que abandonó su exitosa actividad en Levanger y se fue a los Territorios del Noroeste de Canadá como cazador en 1926. En los siguientes tres años, el noruego convivió con la tribu indígena local conocida como los comedores de caribú. Después de regresar a Noruega, escribió el best seller Pelsjegerliv ("Vida de trampero") acerca de su periplo en Canadá, publicado en inglés como The Land of Feast and Famine (La tierra de la abundancia y la escasez, 1933).
Ingstad fue gobernador (Sysselmann) de la Tierra de Erik el Rojo desde 1932 hasta 1933, en que Noruega se anexionó la parte oriental de Groenlandia. La Corte Permanente de Justicia Internacional de La Haya decidió que aquellas tierras pertenecían a Dinamarca, por lo que la presencia oficial de Noruega tenía que terminar. Tras el veredicto, Ingstad fue nombrado por el gobierno noruego gobernador de Svalbard (Spitzberg e islas circundantes) una situación que satisfacía su profesión de abogado y su experiencia en la vida en el Ártico.

### Matrimonio
Durante su estancia en Svalbard, Helge Ingstad conoció a su esposa, Anne Stine, casi veinte años menor que él. Anne había leído sus libros de Canadá y Groenlandia, con gran admiración, y se sintió atraída por el explorador, lo que le llevó a escribirle, y después de algún tiempo de correspondencia y citas, se comprometieron y se casaron. En 1946, los Ingstads se construyeron una casa cerca de la zona de Holmenkollen, en la capital de Noruega, Oslo, donde habitaban cuando no se encontraban viajando por el mundo. En 1943 tuvieron una hija, Benedicte, que se convirtió en arqueólogo como su madre. Desde su adolescencia, Benedicte acompañó a sus padres en sus viajes su exploración.

### Últimos años
Helge Ingstad murió en el hospital Diakonhjemmet de Oslo a la edad de 101 años. Durante los últimos años de su vida, trabajó en la categorización y anotación de gran cantidad de fotografías y grabaciones de audio (141 canciones) que había realizado durante su estancia con los Nunamiut en 1950. El esfuerzo se tradujo en un libro, Canciones de los Nunamiut, acompañado de un CD que contenía el material de audio. Esta fue una contribución muy valiosa a la preservación de la cultura Nunamiut, pues gran parte de lo que se había reunido hasta mediados del siglo XX se había perdido, preservándose sólo en las grabaciones de Ingstad.

## Legado

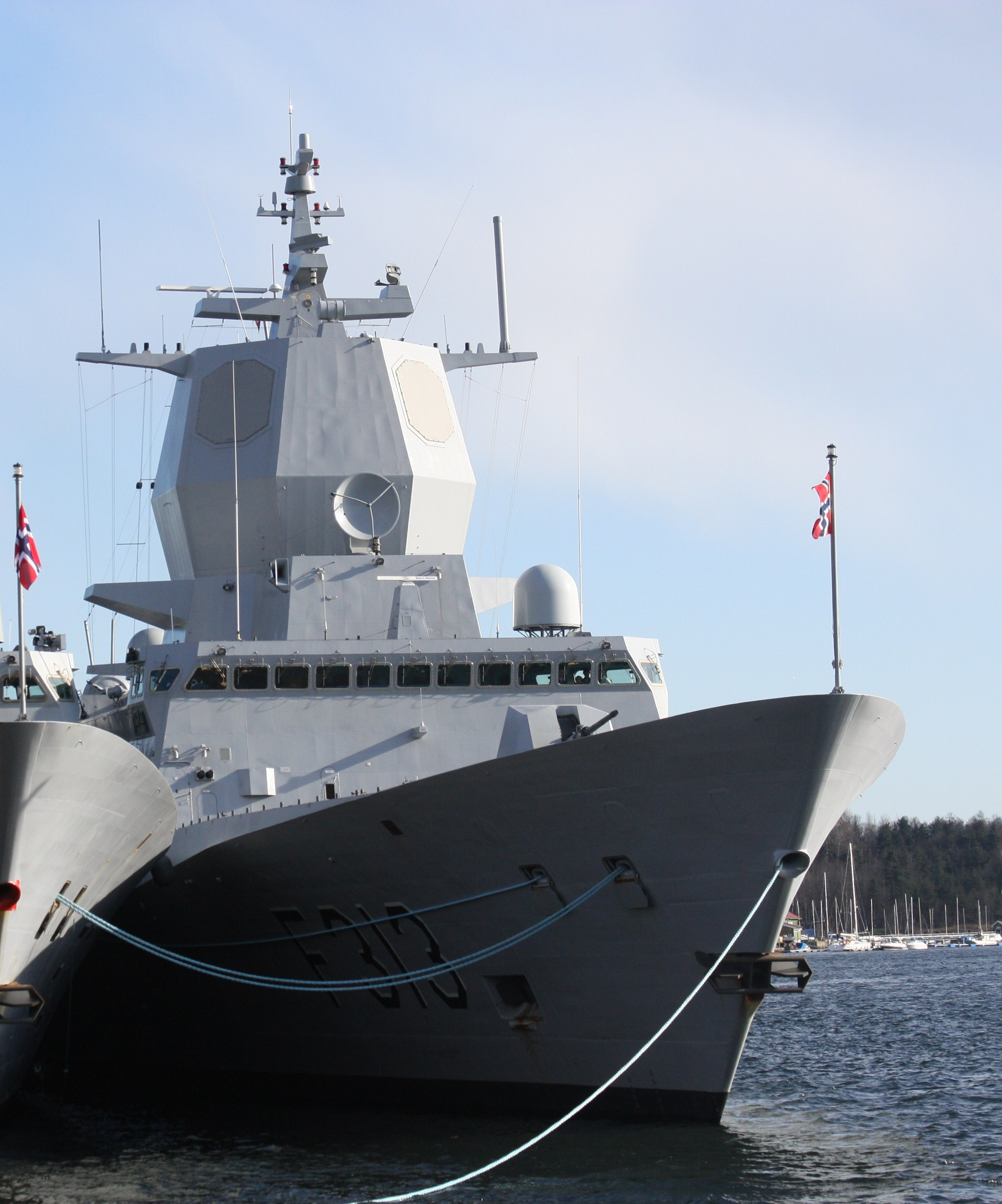
La fragata KNM Helge Ingstad, nombrada en honor del explorador, y fabricada por Navantia, atracada en el puerto de Oslo.

Ingstad fue un autor popular, cuyos libros sobre sus visitas a lugares remotos del mundo alcanzaron notoriedad en Noruega. De Groenlandia escribió Øst for den store bre ("Al este del Gran Glaciar"), de Svalbard escribió Landet med de kalde kyster ("La tierra de las costas gélidas"). También visitó a los indios apaches en el noroeste de México, visita de la que escribió Apache-indianerne - jakten på den tapte stamme ("Los Apaches - A la caza de la tribu perdida"). Después de la Segunda Guerra Mundial permaneció durante un período en la cordillera Brooks en el norte de Alaska con la tribu esquimal Nunamiut, y escribió Nunamiut - blant Alaskas innlandseskimoer ("Nunamiut -Esquimales del interior de Alaska").
Existen dos accidentes geográficos en América del Norte que llevan su nombre. En Canadá, un pequeño río, el Ingstad Creek, que desemboca en el Gran Lago del Esclavo. En Alaska, el Monte Ingstad, de 1461 m s. n. m., en la cordillera Brooks fue aprobado oficialmente por el Consejo de Nombres Geográficos de los Estados Unidos el 19 de abril de 2006. El nombre fue sugerido por la tribu Nunamiut en agradecimiento por los esfuerzos de Ingstad en su nombre. 
El asteroide (8993) Ingstad también lleva su nombre.

## Honores
Fue miembro honorario de la Academia Noruega de Ciencias y Letras. También ocupó doctorados honoris causa en la Universidad de Oslo, la Universidad Memorial de Terranova en Canadá, y en el St. Olaf College de Minnesota. Fue nombrado caballero gran cruz de la Orden de San Olaf, caballero de la Orden de Vasa, y obsequiado con la Señal de Honor de la Cruz Roja por sus esfuerzos en la Laponia noruega durante la Segunda Guerra Mundial. Recibió una beca de por vida por parte del gobierno de Noruega desde 1970. Fue objeto de un documental por parte del Consejo Nacional de Cinematografía de Canadá, titulado El hombre que descubrió América, en 1981.
La cuarta de las cinco fragatas de la Clase Fridtjof Nansen de la Armada Real de Noruega fue bautizada KNM Helge Ingstad en su honor, aunque se hundió el 8 de noviembre de 2018 tras colisión con un petrolero, y fue reflotada para ser sometida a otros trabajos.